# Bernard Mensah
Pour les articles homonymes, voir Mensah.
Bernard Mensah, né le 17 octobre 1994 à Accra, est un footballeur international ghanéen. Il évolue au poste de milieu de terrain à Al-Riyadh FC.

## Carrière

### En club
Supervisé par plusieurs clubs dont la Juventus Turin et Manchester United lors de l'été 2015,, Bernard Mensah s'engage finalement avec l'Atlético Madrid. Il est prêté au Getafe CF en 2015-2016, puis au Vitória Guimarães l'année suivante.

### En sélection
Il honore sa première sélection le 8 juin 2015 lors d'un match amical contre le Togo. À cette occasion, il inscrit son premier but avec le Ghana, pour une victoire de 1-0.

## Statistiques
| Saison                | Club                     | Championnat           | Championnat | Championnat | Coupe nationale | Coupe nationale | Coupe de la Ligue | Coupe de la Ligue | Ghana | Ghana | Total | Total |
| Saison                | Club                     | Division              | M.          | B.          | M.              | B.              | M.                | B.                | M.    | B.    | M.    | B.    |
| 2014-2015             | Vitória Guimarães        | Primeira Liga         | 30          | 5           | 1               | 0               | 2                 | 0                 | 2     | 1     | 35    | 6     |
| Sous-total            | Sous-total               | Sous-total            | 30          | 5           | 1               | 0               | 2                 | 0                 | 2     | 1     | 35    | 6     |
| 2015-2016             | Getafe CF (prêt)         | Liga                  | 8           | 0           | 2               | 0               | -                 | -                 | 2     | 0     | 12    | 0     |
| 2016-2017             | Vitória Guimarães (prêt) | Primeira Liga         | 5           | 0           | -               | -               | -                 | -                 | -     | -     | 5     | 0     |
| Sous-total            | Sous-total               | Sous-total            | 13          | 0           | 2               | 0               | -                 | -                 | 2     | 0     | 17    | 0     |
| Total sur la carrière | Total sur la carrière    | Total sur la carrière | 43          | 5           | 3               | 0               | 2                 | 0                 | 4     | 1     | 52    | 6     |